# Melloleitaoina crassifemur
Melloleitaoina crassifemur är en spindelart som beskrevs av Gerschman och Rita Delia Schiapelli 1960. Melloleitaoina crassifemur ingår i släktet Melloleitaoina och familjen fågelspindlar. Inga underarter finns listade i Catalogue of Life.